# Strada nazionale 102
La strada nazionale 102 era una strada nazionale del Regno d'Italia, che congiungeva la costa tirrenica a quella ionica attraversando l'Aspromonte.
Venne istituita nel 1923 con il percorso "Da Bagnara alla Marina di Bovalino".
Nel 1928, in seguito all'istituzione dell'Azienda Autonoma Statale della Strada (AASS) e alla contemporanea ridefinizione della rete stradale nazionale, il suo tracciato costituì per intero la strada statale 112 d'Aspromonte.